# Washington megye (Vermont)
Washington megye az Amerikai Egyesült Államokban, azon belül Vermont államban található. Megyeszékhelye Montpelier. Lakosainak száma 59 807 fő (2020. április 1.). Washington megye Lamoille, Caledonia, Orange, Addison és Chittenden megyékkel határos.

## Népesség
A megye népességének változása:
| Lakosok száma | 59 558 | 59 537 | 59 367 | 59 319 | 58 612 | 59 807 |
|               | 2010   | 2011   | 2012   | 2013   | 2015   | 2020   |